# Sambucus cerulea
Espèce
Classification phylogénétique
Sambucus cerulea, ou Sambucus caerulea, ou Sambucus nigra subsp. cerulea, est une espèce de plantes du genre des sureaux et de la famille des caprifoliacées.